# Setosophroniella rufa
Setosophroniella rufa là một loài bọ cánh cứng trong họ Cerambycidae.